# Harald Clemen
Harald Clemen (* 23. Januar 1947 in Forchheim) ist ein deutscher Theaterregisseur.

## Leben und Wirken
Harald Clemen, Sohn von Wolfgang Clemen (Professor für Anglistik und Lehrstuhlinhaber) und Ursula Clemen, geborene Gauhe (1910–1993, Übersetzerin), studierte in München Theaterwissenschaft und Germanistik. 1967 hospitierte er an den Münchner Kammerspielen bei Peter Steins Inszenierung von Edward Bonds Gerettet und Fritz Kortners Inszenierung von August Strindbergs Fräulein Julie. 1967 bis 1979 studierte er an der Theaterakademie Drama-Department in Bristol, wo er den Grad eines B.A. erlangte. Im Jahr 1968 heiratete er Andrea Reck-Malleczwen. Aus der Ehe ging der Sohn Florian hervor.
1970 und 1971 war er Harald Clemen Regieassistent und Dramaturg bei Hans Lietzau am Deutschen Schauspielhaus Hamburg. Von 1972 bis 1975 arbeitete er als fester Regisseur an den Staatlichen Schauspielbühnen Berlin. Inszenierungen dort waren „Family“, „Wann kommst du wieder, Roter Reiter?“, Das Friedensfest von Gerhart Hauptmann, Molières George Dandin und Hebbels Maria Magdalena. Unter der Intendanz von Boy Gobert inszenierte er „Kinder der Sonne“ (Gorki) und 
„Cloud nine“ von Caryl Churchill.
1976 ging Clemen als Dramaturg und Regisseur an die Münchner Kammerspiele. Hier debütierte er im September 1976 mit Clifford Odets’ Golden Boy. Wichtige Inszenierungen waren Tankred Dorsts Auf dem Chimborazo (1976), Eugene O’Neills Fast ein Poet (1977) und Tschechows Die Möwe (1978).
Von 1980 bis 1984 war er als freier Regisseur tätig und arbeitete am Düsseldorfer Schauspielhaus, am Schauspielhaus Bochum, an den Staatlichen Schauspielbühnen Berlin, am Bayerischen Staatsschauspiel, wo er 1981 Ostrowskis Der Wald inszenierte und am Volkstheater München. Er wirkte zu dem in Chicago. Von 1982 bis 1984 lehrte er als Dozent der Theaterwissenschaft im Regieseminar an der Universität München.
Für den SR hatte er zudem ein Fernsehspiel inszeniert.
1984 bis 1986 war Clemen Oberspielleiter am Nationaltheater Mannheim. Dort führte er Regie unter anderem in Tschechows Onkel Wanja (1984) (Berliner Theatertreffen) und Friedrich Schillers Kabale und Liebe (1985).
1986 wurde er wieder freier Regisseur. Er inszenierte unter anderem am Wiener Burgtheater Sommer von Edward Bond, am Thalia Theater Hamburg Babels Marija (1987), am Deutschen Schauspielhaus Jahnns Armut, Reichtum, Mensch und Tier (1994) und Tschechows Drei Schwestern (1995), im Schlossparktheater Berlin Yasmina Rezas Gespräche nach einer Beerdigung (1988) und im Renaissancetheater deren Der Mann des Zufalls (2002), im Deutschen Theater Marlene Streeruwitz’ Elysian Park (1993), im Theater in der Josefstadt Judith Herzbergs Leas Hochzeit (1992), am Volkstheater Wien Ödön von Horváths Die Unbekannte aus der Seine (1997) und Edward Albees Wer hat Angst vor Virginia Woolf? (1999/2000), in Zürich die Uraufführung von Robert Schneiders Komödie vom deutschen Heimweh (1999), in Bonn die deutsche Erstaufführung von Judith Herzbergs Heftgarn (1996), Jane Bowles’ Das Gartenhaus (1999) und die Uraufführung von Tankred Dorsts Die Freude am Leben (2001). In Basel inszenierte er Dorsts Korbes (1990), William Shakespeares Maß für Maß (1991) und Lessings Minna von Barnhelm (1993).
In Sydney gastierte er mit Groß und klein von Botho Strauß und in Mexiko-Stadt mit Heinrich von Kleists Der zerbrochne Krug mit Ofelia Medina und Diego Luna. Diese Aufführung wurde zum Internationalen Theaterfestival in Bogota eingeladen. 
Clemen war als Dozent an der Otto-Falckenberg-Schule München, am Mozarteum Salzburg und Professor für szenischen Unterricht an der Universität der Künste Berlin tätig und lebt als freier Regisseur in München.